# 사회적 아나키즘
사회아나키즘(social anarchism) (혹은 사회주의적 아나키즘 socialist anarchism)는 개인의 자유는 사회적 연대와 상호 부조를 통해 꽃피울 수 있다고 생각하는 고전적 아나키즘의 흐름을 총칭하는 말이다.
바쿠닌의 다음과 같은 말이 이러한 입장을 상징한다고 볼 수 있다.
"남성과 여성, 지상의 모든 이들이 평등하고 자유로울 때만이 나는 진정으로 자유로울 수 있다. 타인의 자유는 나의 자유를 부정하지도 제한하지도 않는다. 반대로 그 자유가 내 자유에 대한 확약이자 전제이다."
자유지상주의적 사회주의와 동의어로 쓰이기도 하지만, 개념이 다르다.(자유지상주의적 사회주의 항목 참조)

## 종류
- 집산주의적 아나키즘
- 아나르코생디칼리슴
- 아나르코공산주의

## 같이 보기
- 분류:사회적 아나키스트